# Западный цветочный трипс

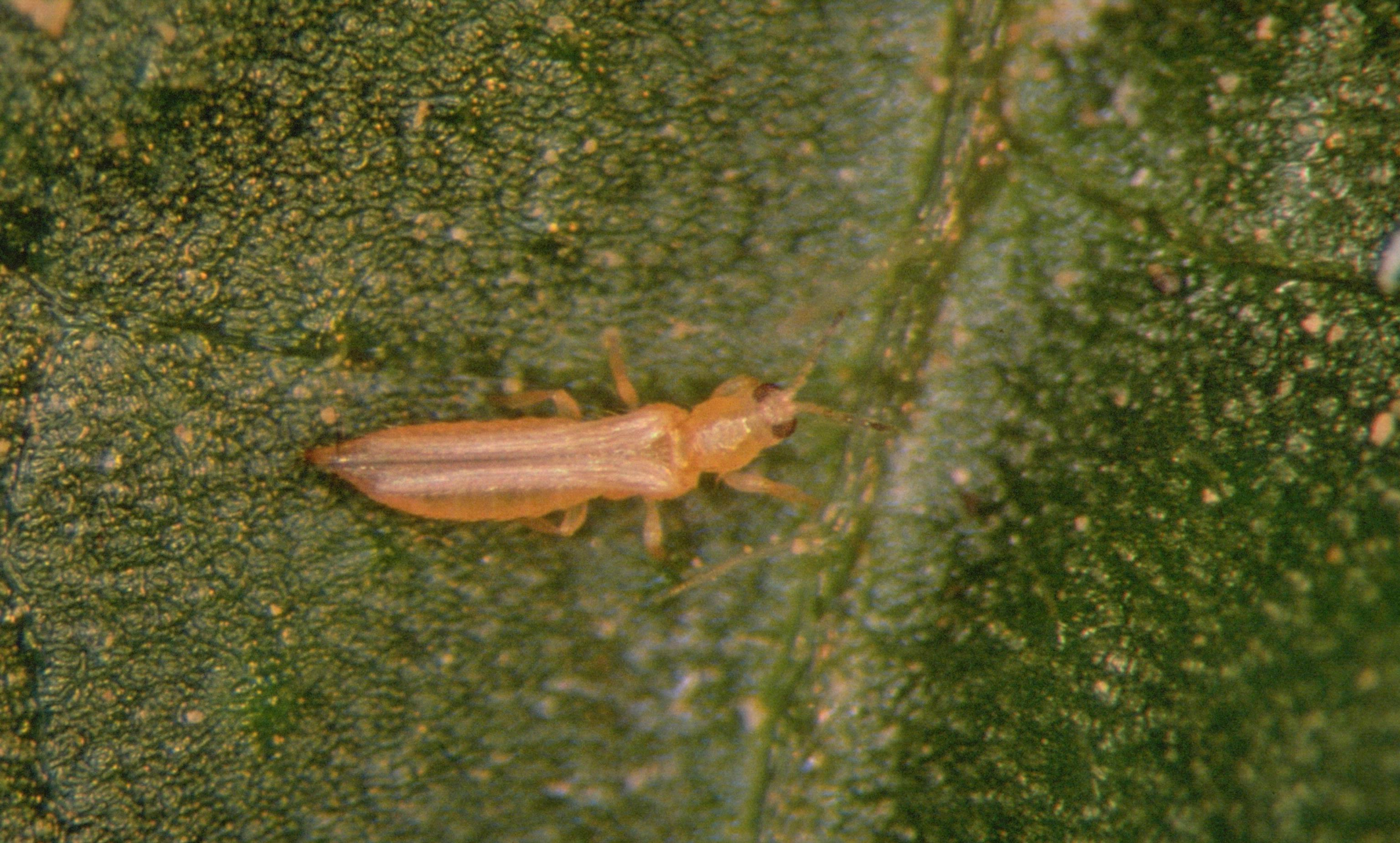
Западный цветочный трипс

За́падный цвето́чный трипс, или калифорни́йский цвето́чный трипс (лат. Frankliniella occidentalis), — вид трипсов из семейства Thripidae, один из опаснейших вредителей культурных растений, а также переносчик вирусных заболеваний растений. Карантинный объект. Встречается повсеместно, так как из-за торговли был завезён во многие страны.

## Распространение
Северная Америка (нативный ареал находится в США в штате Калифорния), Евразия (с 1983; в Израиле с 1987; в Японии с 1993; в Китае с 2003), Новая Зеландия (1934), Африка (в ЮАР с 1987), Австралия (с 1993), Южная Америка.
В Европу завезён в 1983 году (обнаружен в теплицах Голландии), после чего распространился почти по всем европейским государствам, в том числе: Германия (с 1985), Эстония (1989), Литва (1994), Латвия (1997), Украина (1998). В России впервые был обнаружен в конце 1980-х — начале 1990-х годов в тепличных хозяйствах.
В России отмечен в Курской, Калининградской, Ленинградской, Московской, Магаданской, Ульяновской областях, а также в Краснодарском и Ставропольском крае. В 2016 году обнаружен в Пермском крае, в цветах, завезённых из Голландии. В 2021 году трипс обнаружили в Удмуртской Республике — он содержался в цветах, привезённых из Колумбии.

## Описание
Насекомые длиной около 1 мм с четырьмя бахромчатыми крыльями и немного сплющенным телом. Ротовой аппарат колюще-сосущего типа. Передние лапки на вершине без зубчика. На переднем углу переднеспинки имеется одна длинная щетинка. Усики состоят из 8 члеников. На голове расположены три пары оцеллярных щетинок. Голова поперечная. Передние крылья с заострённой вершиной. На V—VIII брюшных тергитах есть ктенидии (ряды мелких зубчиков). По заднему краю VIII тергита расположен гребешок. Яйцеклад самок изогнут вниз. Фитофаги, на стадии личинок и имаго питаются клеточным соком тканей (на цветах и листьях), нанося вред культурным растениям. При хороших климатических условиях дают до 12—15 поколений в год. Развитие одной генерации может длиться от 12 до 35 дней.
В местах инвазии трипсы зимуют в теплицах, а в тёплых регионах и в открытом грунте. Проходят несколько стадий развития. Самка, прокалывая листья (цветы, стебли, плоды), за месяц откладывает в них около 300 яиц. Яйца развиваются за 2—4 дня при +25 °C (до 11 дней при +15 °C). Две личиночные стадии питаются на листьях, ещё две куколочные стадии (пронимфа и нимфа) развиваются в почве, а затем через 1—3 дня появляется взрослая стадия имаго, способная к размножению. У личинок различимы голова, три грудных сегмента, одиннадцать брюшных сегментов и три пары ног.
Личинки первого возраста — беловато-прозрачные в начале своего развития, а затем становятся желтовато-оранжевыми, вплоть до пурпурно-красного окрашивания тела. Их развитие длится при температуре 15, 20 и 30 °C в среднем 4,90, 2,33 и 1,11 суток, соответственно. Когда личинки первого возраста подрастают и удваиваются в размерах, они находят защищённое место и линяют.
Личинки второго возраста — светло-жёлтые. От предыдущей стадии отличаются формой антенн. Стадия второго возраста длится при температуре 15, 20 и 30 °C в среднем 9,08, 5,22 и 4,32 суток, соответственно. Когда личинки второго возраста готовы перерасти в куколочную стадию, они обычно попадают в почву или подстилку под растением-хозяином.

## Значение
Обнаружен более чем на 500 видах растений 50 семейств (астровые, бобовые, лилейные, паслёновые, розовые, тыквенные и другие). Наносит вред, повреждая декоративные растения, а также снижая урожайность фруктовых, овощных и некоторых других культур (хлопчатника, перца, огурца, лука, земляники, винограда, персика). На повреждённых листьях появляются жёлтые некротические пятна, ткани подсыхают. В итоге листья увядают и опадают. Стебли на таких растениях искривляются, а плоды деформируются. Предпочитает различные виды роз, хризантем, гвоздики, герберы, цикламены, сенполии, пеларгонии, гипсофилы, цинерарии, а также огурцы. Может переносить опасные вирусные заболевания растений, например, такие как вирус бронзовости (TSWV) томата.
Резервуаром западного цветочного трипса служат дикорастущие растения, такие как дурман обыкновенный, лопух большой, мальва и другие.
Приказом от 26 декабря 2007 года № 673 по Министерству сельского хозяйства РФ «Об утверждении перечня карантинных объектов» западный цветочный трипс был включён в него в категорию «Карантинные объекты, ограниченно распространённые на территории Российской Федерации». В 2014 году этот статус был пролонгирован новым приказом (Приказ по Министерству сельского хозяйства России от № 501 от 15.12.2014).

## Меры борьбы
Для борьбы с западным цветочным трипсом наиболее эффективно введение карантина, фитосанитарные мероприятия (удаление повреждённых растений, стерилизация грунта, обеззараживание инструмента и тары, уничтожение сорняков), использование инсектицидов. Применяют химические препараты, например арриво, актеллик, фосбецид, фитоверм, фуфанон, акарин, актара или биологический спинтор, альдикарб, и биологические методы путём использования энтомофагов. Например, применение хищников, таких как клещ амблисейус и клоп Orius tristicolor (Anthocoridae).

## Систематика
Включён в состав рода Frankliniella номинативного подсемейства Thripinae (Thripidae). Вид был впервые описан в 1895 году американским энтомологом немецкого происхождения Теодором Перганде (Theodore Pergande; 1840—1916) под названием Euthrips occidentalis Pergande, 1895. В дальнейшем западный цветочный трипс разными авторами описан под несколькими названиями, позднее сведёнными с ним в синонимы.